# Tidsaxel över Uppsalas historia
Detta är en tidsaxel över viktiga händelser i Uppsalas historia.

## Förhistoria ( -550)
- ca 1000 f.Kr. - Hågahögen.
- ca 800 f.Kr. - Granhammarsmannen.
- ca 0 - Yngve-Frej grundar Uppsala enligt Ynglingasagan.
- 98 - Den äldsta kända skriftliga källan om Svearna skrivs av Tacitus.
- okänt datum - Sunnersta fornborg.

## Järnåldern (550-1087)
- 550-625 - Gamla Uppsala fornlämningsområde.
- 984 - Slaget vid Fyrisvallarna.
- 1087 - Uppsala tempel bränns.

## Medeltiden (1087-1521)
- 1160 - Erik den helige mördas i Uppsala.
- 1164 – Uppsala blir ärkebiskopsdöme.
- 1246 - Katedralskolan grundas.
- 1247 - Uppsala franciskankonvent grundas.
- 1268 - Uppsala (Aros) uppges brinna för fjärden gången.[1]
- 1273 - Ärkebiskopssätet flyttar från Gamla Uppsala till Uppsala.
- 1296 - Birger Magnusson stadfäster Upplandslagen.
- 1300-talet - Ärkebiskopsborgen uppförs på den plats där Universitetsparken idag är belägen.
- 1319 - Frihetsbrevet sluts.
- 1344 - Uppsala stadga utfärdas av kung Magnus Eriksson.
- 1435 - Domkyrkan i Uppsala färdigställs.
- 1437 - Flera centrala byggnader i Uppsala skadas under en svår stadsbrand.[1]
- 1473 - Uppsala ödeläggs nästan under en svår stadsbrand.[1]
- 1477 - Uppsala universitet invigs.
- 1497 - Uppsala får stadsprivilegier som uppstad
- 1520 - Långfredagsslaget vid Uppsala.
- 1521 - Slaget om Uppsala utspelar sig.

## Äldre vasatiden (1521–1611)
- 1543 - I en stadsbrand ödeläggs bland annat Ärkebiskopsborgen, Sankt Pers kyrka och Uppsala franciskankonvent.[1]
- 1549 - Grunderna läggs till Uppsala slott.[2]
- 1567 - Första delarna av Uppsala slott färdigställs.
- 1567 - Sturemorden begås vid Uppsala slott.
- 1572 - 1571 års kyrkoordning antas i Uppsala.
- 1572 - Uppsala slott eldhärjas av en misstänkt mordbrand.[1]
- 1593 - Uppsala möte.

## Stormaktstiden (1611–1718)
- 1622 - Byggandet på Gustavianum inleds.
- 1654 - Drottning Kristina tillkännager sin abdikation i Uppsala.
- 1663 - Konsistoriet legaliserar Studentnationer i Uppsala.
- 1669 - Silverbibeln skänks till Uppsala universitet.
- 1675 - Riksdagen 1675 hålls i Uppsala.
- 1702 - Stadsbranden i Uppsala 1702.[1]
- 1708 - Akademiska sjukhuset grundas.

## Frihetstiden & gustavianska tiden (1718–1809)
- 1741 - Carl von Linné blir professor vid Uppsala universitet.
- 1741 - Anders Celsius inviger Sveriges första observatorium i Uppsala.
- 1744 - Anders Celsius dör i Uppsala, 44 år gammal.
- 1766 - Den 30 april eldhärjas Uppsala. Bland annat Rådhuset bränns ner.[1]
- 1768 - Akademiräntmästaren Petter Julinskölds stora förskingringar uppdagas.
- 1778 - Carl von Linné avlider i Uppsala.
- 1790-talet - Juntan (Uppsala).
- 1791-1794 - Vitterhetssamfundet i Uppsala.
- 1800 - Musikprocessen resulterar i att ledande personer ur Juntan relegeras från universitetet.

## Sveriges historia/Unionstiden (1809–1905)
- 1809 - Den 18 maj härjar en stor stadsbrand i staden.[1]
- 1841 - Carolina Rediviva invigs.
- 1855 - Ett pionjärseminarium för kvinnor, Klosterskolan, öppnar.
- 1858 - En plan för att utöka Uppsala utanför tullarna tas fram, mot öster (senare Höganäs och Vaksalastaden).
- 1866 - Uppsala högre elementarläroverk för flickor öppnas.
- 1866 - Uppsala centralstation invigs.
- 1867 - Akademiska sjukhuset invigs i sin nuvarande form.
- 1872 - Betty Pettersson blir Uppsala universitets, och Sveriges, första kvinnliga student.
- 1887 - Universitetshuset invigs av Oscar II.
- 1890 - Upsala Nya Tidning grundas

## Uppsala under världskrigen och mellankrigstiden (1905–1945)
- 1907 - IK Sirius grundas.
- 1909 - Svenska kyrkans lära om kyrkan och ämbetet 1909
- 1909 - Studenternas IP invigs.
- 1922 - Statens institut för rasbiologi grundas, som världens första. Institutets säte blir Uppsala.
- 1923 - Uppsalas första moderna bostadsförening grundas, Bf Ymer u.p.a. [3]
- 1932 - Den 7 mars skjuter Fredrik von Sydow sig själv och sin hustru Ingun på Hotell Gillet under ett försök att gripa paret för de von Sydowska morden.
- 1939 - Bollhusmötet
- 1943 - Sankt Lars katolska kyrka invigs som Uppsalas första sedan Uppsala möte 1593.
- 1943 - Den 26 april utspelar sig Påskkravallerna i Gamla Uppsala.

## Efterkrigstiden (1945-1991)
- 1947 - Kommunerna Bondkyrka och Gamla Uppsala inkorporeras med Uppsala stad.
- 1958 - Statens institut för rasbiologi byter namn till Institutionen för medicinsk genetik.
- 1958-1978 - Den mest intensiva perioden av efterkrigstidens rivningar av den gamla stadskärnan i Uppsala.
- 1974 -  Delar av den upplösta Olands kommun förs till Uppsala kommun. Resterande delar av Olands kommun förs till Östhammars kommun.
- 1983 - Livets Ord grundas i Uppsala

## Nutiden (1991- )
- 1995 - Uppsala moské invigs.
- 2002 - Stora delar av saluhallen brinner ner.
- 2003 -  Knivsta kommundel bryts ut ur kommunen för att bilda en ny Knivsta kommun.
- 2003 - Uppsala internationella gitarrfestival grundas.
- 2005 - Uppsalatidningen ges ut för första gången.
- 2007 - Uppsala Konsert & Kongress invigs.
- 2009 - Gratistidningen 18 minuter ges ut för första gången.
- 2010 - 24.UNT börjar sända i Uppsala.
- 2011 - Uppsala kommun får 200 000 invånare och räknas därmed som storstad av SKL.